# Otto Sylvan
Otto Rudolf Sylvan, född 4 november 1865 i Follingbo socken, Gotlands län, död 18 december 1952 i Stockholm, var en svensk överstelöjtnant, slussinspektör, författare och målare.
Han var son till jägmästaren Johan Otto Sylvan och Lisen Lidman och från 1895 gift med Cecilia (Cissi) Kahl (1872–1968). Sylvan slutade sin militära bana som överstelöjtnant vid marinen och var därefter verksam som slussinspektör vid Göta kanalverk. Som konstnär medverkade han i samlingsutställningar med Karlskrona konstförening på Karlskronas rådhus under 1910- och 1920-talen. Hans konst består av landskapsskildringar från Blekinge, Gotland, Dalarna och Jämtland utförda i akvarell. Som författare utgav han bland annat boken Korvetten Carlskronas sista resa. Makarna Sylvan är begravda på Östra kyrkogården i Visby.